# 드루 브리스

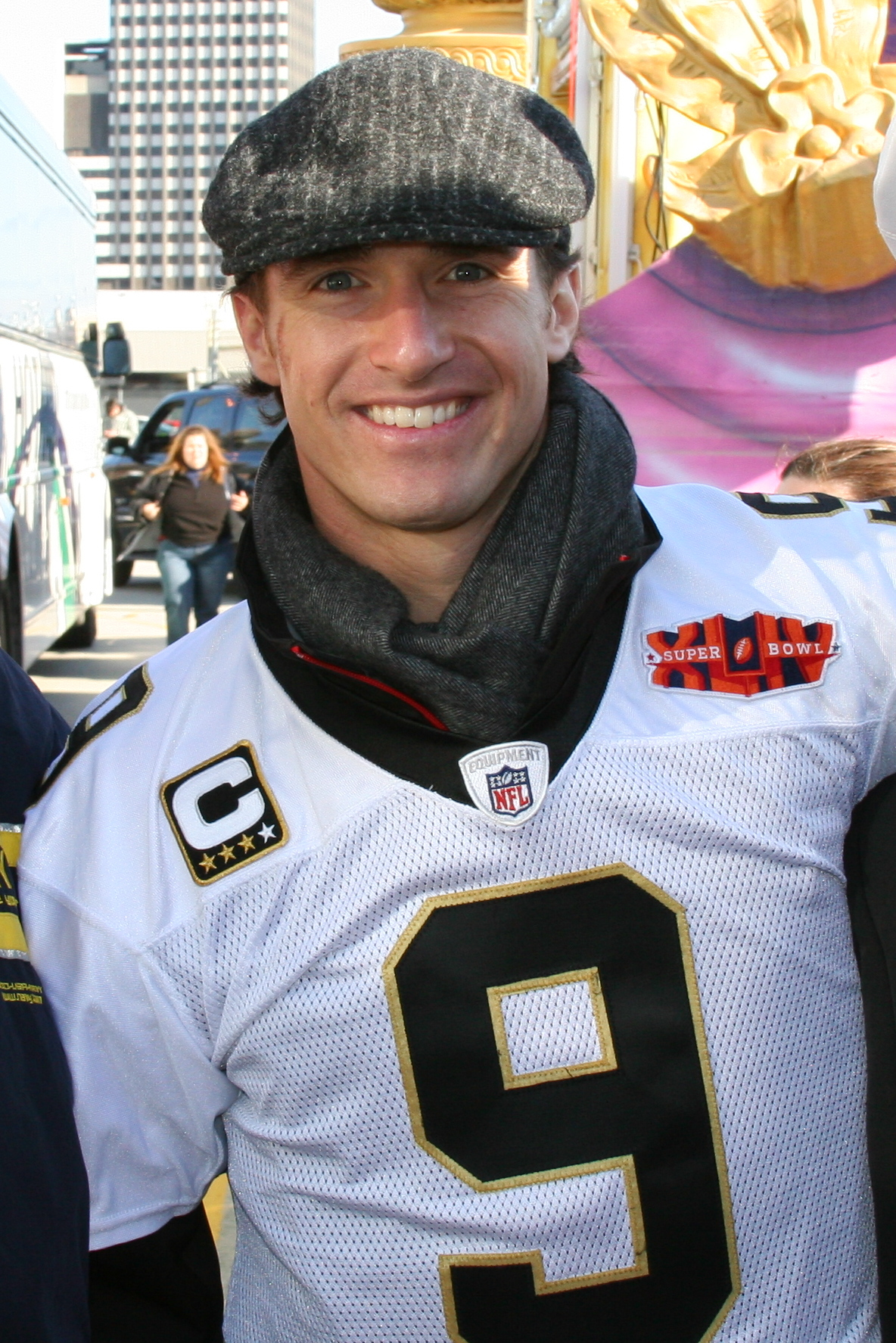
드루 브리스

드루 브리스(Drew Brees, 1979년 1월 15일 ~ )는 미국의 미식축구 선수이다.